# تقدير (نحو)
التقدير عند النحاة عبارة عن حذف الشيء بلفظه وإبقائه في النية.